# Stefan Kapłaniak
Stefan Kapłaniak (n. 10 aprilie 1933, Szczawnica, voievodatul Polonia Mică, Polonia – d. 8 august 2021, Chicago, Illinois, SUA) a fost un caiacist ce a reprezentat Polonia, medaliat olimpic. A participat la 3 ediții ale Jocurilor Olimpice (1956, 1960, 1964) în care a câștigat o medalie de bronz.